# Paião
Paião é uma vila portuguesa sede da freguesia de Paião do município da Figueira da Foz, freguesia com 31,19 km² de área e 2768 habitantes (censo de 2021), tendo, assim, uma densidade populacional de 88,7 hab./km².
A povoação de Paião foi elevada à categoria de vila em 30 de junho de 1989.
Fez parte do antigo concelho de Lavos, extinto por decreto em 31 de Dezembro de 1853. Pelo decreto n.º 15.287, de 27/03/1928, foram desanexados lugares desta freguesia para constituir a de Alqueidão. Com lugares desta freguesia foi criada a da Marinha das Ondas (decreto n.º 15.223, de 21/03/1928). Com lugares desta freguesia foi criada, pela Lei n.º 70/89, de 29 de Agosto, a freguesia de Borda do Campo. Em 2013, no âmbito de uma reforma administrativa nacional, foi-lhe adicionado o território da freguesia de Borda do Campo, entretanto extinta.
A sua toponímia é controversa, defendendo-se que poderá tanto ter a ver com a vulgarização do termo latino pelagus (relativo ao mar, caracterizando um povoamento de pessoas vindas da costa) que daria polegão (nome de um peixe, depreciativo, atribuído a um grupo de pessoas), como de uma origem mais próxima por um aumentativo de Paio, ligado a uma localidade próxima chamada Sampaio.[carece de fontes?]

## Demografia
Nota: Pelo decreto n.º 15.287, de 27/03/1928, foram desanexados lugares desta freguesia para constituir a de Alqueidão. Com lugares desta freguesia foi criada a de Marinha das Ondas (decreto n.º 15.223, de 21/03/1928). Com lugares desta freguesia foi criada, pela Lei n.º 70/89, de 29 de Agosto, a freguesia de Borda do Campo. Em 2013, no âmbito de uma reforma administrativa nacional, foi-lhe adicionado o território da freguesia de Borda do Campo, entretanto extinta.
A população registada nos censos foi:
| Distribuição da população por grupos etários | Distribuição da população por grupos etários | Distribuição da população por grupos etários | Distribuição da população por grupos etários | Distribuição da população por grupos etários |
| -------------------------------------------- | -------------------------------------------- | -------------------------------------------- | -------------------------------------------- | -------------------------------------------- |
| Ano                                          | 0-14 Anos                                    | 15-24 Anos                                   | 25-64 Anos                                   | > 65 Anos                                    |
| 2001                                         | 267                                          | 297                                          | 1222                                         | 618                                          |
| 2011                                         | 284                                          | 172                                          | 1160                                         | 652                                          |
| 2021                                         | 267                                          | 254                                          | 1246                                         | 1001                                         |

À data da junção das freguesias (2013), a população registada no censo anterior (2011) foi:
| Freguesia atual | Freguesia atual  | Freguesia atual | Freguesias antigas | Freguesias antigas | Freguesias antigas |
| Freguesia       | População (2011) | Área(km²)       | Freguesia          | População (2011)   |                    |
| --------------- | ---------------- | --------------- | ------------------ | ------------------ | ------------------ |
| Paião           | 3115             | 31,19           | Paião              | 2268               |                    |
| Paião           | 3115             | 31,19           | Borda do Campo     | 847                |                    |

## Freguesia

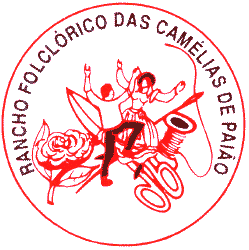

Comummente conhecida como "Terra dos Alfaiates", esta freguesia viu este negócio florescer ao longo do século XIX até finais do século XX, chegando a haver cerca de 25 alfaiatarias que operavam com uma ou várias pessoas. Desde os anos 80 do último século, assistiu-se a um decréscimo significativo que quase fez desaparecer a profissão.
O Rancho Folclórico de Paião, bem como o brasão da vila, guardam a memória dessa actividade, no uso da tesoura e linha.
Em 2005 foi inaugurada uma estátua em homenagem ao alfaiate, da autoria do escultor Mário Nunes.
Também reconhecida na elaboração do brasão é a actividade da agricultura que representou, até próximo do final do último século, um meio de subsistência importante para os habitantes da freguesia.
A lira presente no centro do brasão refere-se à reconhecida actividade da Sociedade Filarmónica Paionense que promoveu desde 1858 actividades artísticas de vária ordem, mas também desportivas e recreativas.
Além desta associação existe também o Grupo de Instrução e Recreio Paionense (GIRP), fundado em 1958 e sem actividade.

## Património
- Mosteiro de Santa Maria de Seiça ou Mosteiro de Ceiça
- Capela de Seiça
- Igreja Matriz de Paião
- Estátua do Alfaiate

## Equipamentos
O maior edifício da vila é a igreja paroquial de Nossa Senhora do Ó, concluída em 1905, ainda com traços neo-clássicos.
Numa rua próxima da igreja pode-se apreciar uma capela-nicho, melhorada a partir de umas alminhas, com um arco do século XV, possivelmente reaproveitado.
Também próximo da igreja paroquial, foi acondicionada a Fonte de S. João, oferecendo um local com vista panorâmica sobre os campos do Rio Mondego e a Figueira da Foz. Celebrava-se faustosamente, e ultimamente mais moderadamente, a festa de S. João de 23 para 24 de Junho próximo dessa fonte, atribuindo às suas águas a capacidade de juntar para sempre um casal que delas bebesse nessa noite.
Alguns quilómetros a sudeste da vila de Paião, passando os lugares de Copeiro e Casal Novo, existe as ruínas do Mosteiro de Santa Maria de Seiça, antiga ordem de Cister extinta aquando das revoluções liberais, e a Capela de Seiça com formato octogonal, abrigando uma imagem da Virgem e do Menino do século do século XIV, azulejos da época de D. Maria e quadros seiscentistas que colocaram este edifício numa lista dos melhores monumentos religiosos. A estes dois edifícios está associado um milagre e sucessiva devoção que remonta ao início da nossa nacionalidade.
Os paionenses podem usufruir de uma piscina municipal que juntamente com a piscina de Marinha das Ondas servem o sul do Concelho.
Possui uma escola de 2º e 3º Ciclos denominada "E.B. 2/3 Dr. Pedrosa Veríssimo".

## Festividades
No dia 19 de cada mês, tem lugar na vila de Paião uma feira em que os comerciantes expõem os seus produtos em escaparates dispostos ao longo de várias ruas. No dia 19 de Março confluem vários feirantes para a maior feira, coincidindo com o aniversário de elevação a vila.
Anualmente, a 15 de Agosto, em Seiça, tem lugar a feira de ano, junto às ruínas do mosteiro e próximo da capela, reminiscências de uma feira medieval promovida pela ordem monástica que então aí residia.

## Lugares da freguesia de Paião
- Asseiçó
- Bizorreiro de Castela
- Castela
- Casal Novo
- Casal Verde
- Copeiro
- Outeiro
- Seiça
- Sipreste (ou Cipreste)
- Telhada
- Vale Vendeiro
- Vales